# Mačkovac (Kuršumlija)
Mačkovac (em cirílico: Мачковац) é uma vila da Sérvia localizada no município de Kuršumlija, pertencente ao distrito de Toplica, na região de Toplica. A sua população era de 268 habitantes segundo o censo de 2011.

## Demografia
| 1948 | 1953 | 1961 | 1971 | 1981 | 1991 | 2002 | 2011 |
| ---- | ---- | ---- | ---- | ---- | ---- | ---- | ---- |
| 619  | 650  | 594  | 587  | 554  | 394  | 298  | 268  |